# Radley College
 (octobre 2022).
Le Radley College ou St Peter's College est une école privée britannique située dans le village de Radley dans l'Oxfordshire en Angleterre. Fondée en 1847 par William Sewell et Robert Singleton, elle reste l'une des trois seules écoles pour garçons du Royaume-Uni.